# Daniel Balavoine

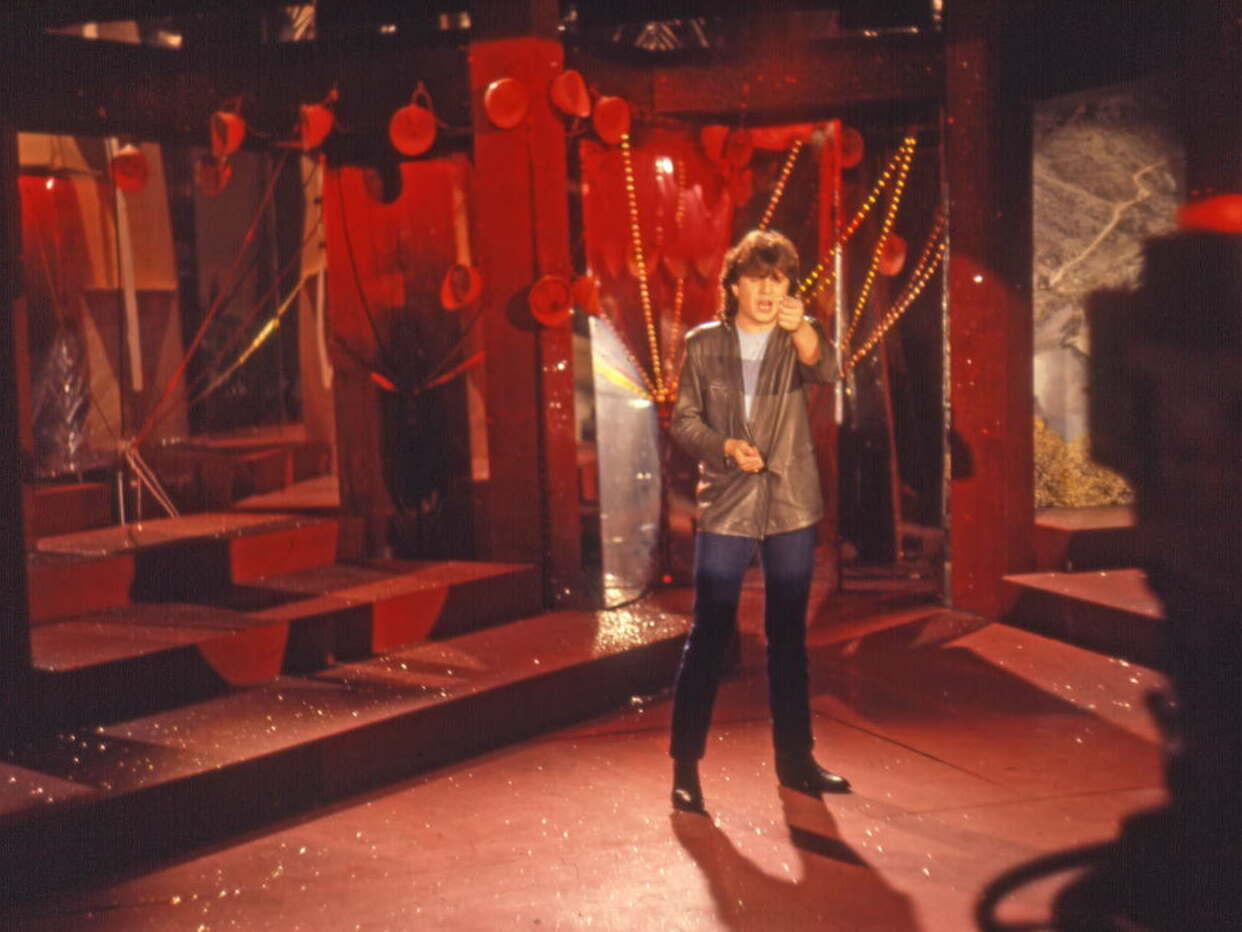
Daniel Balavoine (1980)

Daniel Xavier-Marie Balavoine (* 5. Februar 1952 in Alençon; † 14. Januar 1986 in Gourma-Rharous, Mali) war ein französischer Chansonnier.

## Leben und Laufbahn
Daniel Balavoine wurde als jüngstes von sechs Kindern eines Ingenieurs und einer Antiquitätenhändlerin geboren. Die Familie lebte im Südwesten Frankreichs. Nach der Trennung der Eltern – Balavoine war sechs Jahre alt – lebte er bei seinem Vater. Als dieser berufsbedingt nach Tizi Ouzou in Algerien umzog, kam Balavoine dort in ein Internat. Im Alter von sechzehn Jahren begann er zu singen und beendete das Gymnasium ohne Abschluss.
Bis zu seinem 20. Geburtstag sang er in verschiedenen Musikgruppen und trat in ganz Frankreich auf. Anschließend unternahm er erste Solo-Versuche im Beiprogramm der Konzerte von Patrick Juvet. Sein Durchbruch gelang ihm durch die Zusammenarbeit mit Michel Berger, als er 1978 in dessen Rock-Oper Starmania mitspielte, aus der der Hit Quand on arrive en ville stammte. Im selben Jahr hatte Balavoine seinen größten Verkaufserfolg, Le Chanteur, ein Lied, das den Abstieg eines großen Chansonniers zum Thema hat. Die gleichnamige Langspielplatte geriet ebenso zum Erfolg.
Sein fünftes Solo-Album, Un autre monde (1980), enthielt das Lied Mon fils, ma bataille, in dem Balavoine den Kampf eines Vaters um das Sorgerecht für seinen Sohn schildert. Das Chanson war von der Scheidung von Balavoines Gitarristen, Colin Swinburne, inspiriert. Auch die Lieder Je ne suis pas un héros und La vie ne m’apprend rien wurden fester Bestandteil von Balavoines Repertoire. Nach der Veröffentlichung von Vendeur de larmes (1982) nahm Balavoine, ein passionierter Motorsportler, an der Rallye Paris–Dakar teil. Als er wegen einer Panne schon nach der ersten Etappe aufgeben musste, nutzte er die Gelegenheit, die Umgebung zu erkunden. Inspiriert von der Armut des afrikanischen Kontinents, entstand Loin des yeux de l’Occident (1983). Im selben Jahr nahm Daniel Balavoine mit der ABBA-Sängerin Frida ein Duett auf: Belle, eine Bearbeitung des ABBA-Instrumentalstücks Arrival von 1976.
Im Juli 1984 kam Jérémie, Balavoines erstes Kind, zur Welt, eine Erfahrung, die er in Dieu que c’est beau verarbeitete. Eine erfolgreiche Tournee schloss er 1984 mit einem Konzert im Pariser Palais des Sports ab, der Auftritt erschien als Doppelalbum (Balavoine au Palais des sports). Im Oktober 1985 kam Balavoines letztes Album, Sauver l’amour, auf den Markt, in dem er sich provokant mit politischen Themen beschäftigte. L’Aziza, ein Lied für seine jüdisch-marokkanische Frau, erhielt den Preis der französischen Anti-Rassismus-Organisation S.O.S. Racisme. Tous les cris les S.O.S., Sauver l’amour und Aimer est plus fort que d’être aimé waren seine letzten Hits.
1985 brach Balavoine erneut zur Rallye Paris–Dakar auf, diesmal um Bewohnern einer Wüstenregion Wasserpumpen zu liefern. Sein Hubschrauber stürzte am 14. Januar 1986 in der Nähe des Gossi-Sees in einem Sandsturm ab. Dabei starben Balavoine, Thierry Sabine, der Rallye-Direktor, der Schweizer Pilot François-Xavier Bagnoud, die Journalistin Nathalie Odent und der Fernsehtechniker Jean-Paul Fur.
Balavoine galt als Enfant terrible der französischen Unterhaltungsszene. Seine Lieder waren stets provokant und von einem linken politischen Geist geprägt – der französische Staatspräsident, François Mitterrand, war ihm nicht Sozialist genug, weder in seiner Innen- noch in seiner Außenpolitik. Balavoines Musik ist gekennzeichnet durch die helle Klangfarbe seiner Stimme („voix de cristal“) und der angelsächsisch geprägten, elektronischen Popmusik, die er als einer der ersten nach Frankreich brachte.
Nach seinem Tod wurde die „Association Daniel Balavoine“ gegründet, die sein humanitäres Engagement fortführen soll. Balavoine hinterließ zwei Kinder: Jérémie (* 1984) und Joana (* 1986), die nach seinem Unfalltod zur Welt kam. Balavoine ist auf dem Friedhof von Biarritz beerdigt. 30 Jahre nach seinem Tod erschien als Hommage an ihn das Album Balavoine(s), in dem Interpreten wie Zaz, Nolwenn Leroy, Florent Pagny und Shy’m 17 seiner Lieder interpretierten.

## Politik und soziales Engagement
1980 kritisierte Balavoine den damaligen Präsidentschaftskandidaten François Mitterrand in einer Diskussionsrunde im französischen Fernsehen heftig. Die Politik beschäftige sich zu sehr mit ihren alten Grabenkämpfen und nehme die Probleme der Jugend nicht ernst.
Balavoines politisches Interesse wurde immer stärker, am 23. Oktober 1983 war er als Gast einer Nachrichtensendung geladen und sagte: „Ich scheiße auf die Kriegsveteranen“ („J’emmerde les anciens combattants!“). Anlass zu seiner Brandrede gegen den Krieg war der Anschlag von Drakkar, ein Selbstmordattentat auf eine US-amerikanische Militärbasis im Libanon, wo auch Balavoines Bruder Yves seinen Dienst versah. Mehrmals machte sich Balavoine öffentlich für humanitäre Angelegenheiten stark.
Balavoines Freund Coluche startete im Dezember 1985 das bis heute existierende Projekt „Les Restos du Cœur“, eine Wohltätigkeitsorganisation, die Obdachlose und Arme gratis speist. Balavoine nahm an der Eröffnung teil.

## Diskografie

### Studioalben
| Jahr | Titel          | Höchstplatzierung, Gesamtwochen, AuszeichnungChartplatzierungen (Jahr, Titel, Platzierungen, Wochen, Auszeichnungen, Anmerkungen) | Höchstplatzierung, Gesamtwochen, AuszeichnungChartplatzierungen (Jahr, Titel, Platzierungen, Wochen, Auszeichnungen, Anmerkungen) | Höchstplatzierung, Gesamtwochen, AuszeichnungChartplatzierungen (Jahr, Titel, Platzierungen, Wochen, Auszeichnungen, Anmerkungen) | Anmerkungen                   |
| Jahr | Titel          | FR | BEW | CH | Anmerkungen                   |
| ---- | -------------- | --- | --- | --- | ----------------------------- |
| 1985 | Sauver l’amour | FR175 Gold · (1 Wo.)FR | — | — | Charteinstieg in FR erst 2016 |

grau schraffiert: keine Chartdaten aus diesem Jahr verfügbar
Weitere Studioalben
- 1975: De vous à elle en passant par moi
- 1977: Les Aventures de Simon et Gunther...
- 1978: Le Chanteur (FR: Gold)
- 1979: Face amour / Face amère
- 1980: Un autre monde (FR: Gold)
- 1982: Vendeurs de larmes (FR: Gold)
- 1983: Loin des yeux de l'Occident (FR: Gold)

### Livealben / Kompilationen
| Jahr | Titel                           | Höchstplatzierung, Gesamtwochen, AuszeichnungChartplatzierungen (Jahr, Titel, Platzierungen, Wochen, Auszeichnungen, Anmerkungen) | Höchstplatzierung, Gesamtwochen, AuszeichnungChartplatzierungen (Jahr, Titel, Platzierungen, Wochen, Auszeichnungen, Anmerkungen) | Höchstplatzierung, Gesamtwochen, AuszeichnungChartplatzierungen (Jahr, Titel, Platzierungen, Wochen, Auszeichnungen, Anmerkungen) | Anmerkungen                           |
| Jahr | Titel                           | FR | BEW | CH | Anmerkungen                           |
| ---- | ------------------------------- | --- | --- | --- | ------------------------------------- |
| 1995 | Balavoine                       | FR99 (8 Wo.)FR | BEW1 Gold · (32 Wo.)BEW | — | Charteinstieg in FR erst 2012         |
| 1996 | L’inoubliable                   | — | BEW42 (1 Wo.)BEW | — |                                       |
| 1999 | Les talents du siècle vol. 2    | — | BEW48 (1 Wo.)BEW | — |                                       |
| 1999 | L’essentiel                     | — | BEW23 (17 Wo.)BEW | CH— GoldCH |                                       |
| 2000 | Hommages...                     | — | — | CH52 (8 Wo.)CH |                                       |
| 2005 | Sans frontières                 | FR53 (14 Wo.)FR | BEW10 (33 Wo.)BEW | CH58 (6 Wo.)CH | Charteinstieg in FR erst 2009         |
| 2008 | Les 100 plus belles chansons    | — | BEW70 (8 Wo.)BEW | — |                                       |
| 2008 | Les 50 plus belles chansons     | FR152 (2 Wo.)FR | BEW70 (8 Wo.)BEW | — | Charteinstieg in FR erst 2016         |
| 2011 | Talents vol. 1                  | FR166 (2 Wo.)FR | — | — |                                       |
| 2015 | 30ème anniversaire              | FR10 (34 Wo.)FR | BEW6 (44 Wo.)BEW | CH26 (4 Wo.)CH |                                       |
| 2018 | Le Meilleur de Daniel Balavoine | FR177 (1 Wo.)FR | BEW187 (1 Wo.)BEW | — | Charteinstieg in FR und BEW erst 2021 |
| 2020 | Intégrale                       | FR131 (1 Wo.)FR | BEW75 (3 Wo.)BEW | — |                                       |
| 2021 | L’Album de sa vie – 100 titres  | FR9 (35 Wo.)FR | BEW69 (4 Wo.)BEW | — |                                       |
| 2021 | Ballavoine – 35ème anniversaire | FR125 (1 Wo.)FR | — | — |                                       |

### Singles
| Jahr | Titel Album                                        | Höchstplatzierung, Gesamtwochen, AuszeichnungChartsChartplatzierungen (Jahr, Titel, Album, Platzierungen, Wochen, Auszeichnungen, Anmerkungen) | Anmerkungen                                                                                     |
| Jahr | Titel Album                                        | FR | Anmerkungen                                                                                     |
| --- | -------------------------------------------------- | --- | ----------------------------------------------------------------------------------------------- |
| 1978 | Le chanteur                                        | FR69 Gold · (3 Wo.)FR | Charteinstieg in FR erst 2016                                                                   |
| 1978 | S.O.S. d’un terrien en détresse                    | FR128 (2 Wo.)FR | Charteinstieg in FR erst 2016                                                                   |
| 1980 | Mon fils ma bataille Un autre monde                | FR82 Gold · (2 Wo.)FR | Charteinstieg in FR erst 2016                                                                   |
| 1981 | La vie ne m’apprend rien Balavoine sur scène       | FR112 (1 Wo.)FR | Charteinstieg in FR erst 2016                                                                   |
| 1982 | Vivre ou survivre Vendeurs de larmes               | FR72 (2 Wo.)FR | Charteinstieg in FR erst 2016                                                                   |
| 1984 | Dieu que c’st beau –                               | FR47 (1 Wo.)FR |                                                                                                 |
| 1985 | L’Aziza Sauver l’amour                             | FR1 Platin · (29 Wo.)FR | Hommage auf seine marokkanische Frau – mit dem französischen Anti-Rassismus-Preis ausgezeichnet |
| 1985 | Aimer est plus fort que d'être aimé Sauver l’amour | FR151 (1 Wo.)FR | Charteinstieg in FR erst 2016                                                                   |
| 1986 | Sauver l’amour                                     | FR5 (19 Wo.)FR |                                                                                                 |
| Folgende Lieder erschienen nicht als Single, wurden aber durch das Album zum Download und Streaming bereitgestellt und konnten somit eine Platzierung erlangen: |                                                    | |                                                                                                 |
| |                                                    | |                                                                                                 |
| 1985 | Tous les cris, les S.O.S. Sauver l’amour           | FR40 (7 Wo.)FR | Charteinstieg in FR erst 2016                                                                   |

grau schraffiert: keine Chartdaten aus diesem Jahr verfügbar
Weitere Singles
- 1975: Évelyne et moi
- 1977: Lady Marlène
- 1977: Ma musique et mon patois
- 1978: Lucie
- 1979: Me laisse pas m'en aller
- 1980: Dancing Samedi
- 1980: Tu me plais beaucoup
- 1981: Lipstick Polychrome
- 1982: Vendeurs de larmes
- 1982: Soulève-moi
- 1983: Pour la femme veuve qui s’éveille
- 1984: Les petits lolos
- 1987: Ne parle pas de malheur

## Auszeichnungen für Musikverkäufe
| 2× Goldene Schallplatte - Frankreich - 1995: für das Album Master Série – Vol. 2 Platin-Schallplatte - Frankreich - 1990: für das Album Balavoine – Compilation - 1998: für das Album Master Série – Vol. 1 |

Anmerkung: Auszeichnungen in Ländern aus den Charttabellen bzw. Chartboxen sind in ebendiesen zu finden.
| Land/RegionAuszeichnungen für Musikverkäufe (Land/Region, Auszeichnungen, Verkäufe, Quellen) | Gold       | Platin     | Verkäufe  | Quellen                     |
| -------------------------------------------------------------------------------------------- | ---------- | ---------- | --------- | --------------------------- |
| Belgien (BRMA)                                                                               | Gold1      | —          | 25.000    | ultratop.be                 |
| Frankreich (SNEP)                                                                            | 9× Gold9   | 3× Platin3 | 3.300.000 | infodisc.fr snepmusique.com |
| Schweiz (IFPI)                                                                               | Gold1      | —          | 25.000    | hitparade.ch                |
| Insgesamt                                                                                    | 11× Gold11 | 3× Platin3 |           |                             |